# Palazzo della Specola
Il Palazzo della Specola è un complesso fortificato situato sull'isola di Pianosa, nel territorio comunale di Campo nell'Elba, in provincia di Livorno. La sua ubicazione è all'interno dell'abitato di Pianosa Isola, a delimitare a est il Porto Vecchio di Pianosa. Assieme al Forte Teglia e alle cortine murarie merlate, costituiva una delle strutture a protezione dell'antico porto di Pianosa.
L'imponente complesso venne costruito nell'Ottocento su progetto dell'ingegner Ponticelli, divenendo una struttura strategica per il controllo dell'isola che in quel periodo già ospitava una colonia penale. La struttura risulta posticcia rispetto al Forte Teglia.
Il Palazzo della Specola è costituito da più corpi di fabbrica addossati tra loro, che conferiscono al complesso una pianta rettangolare. Costituito da due corpi di fabbrica a pianta quadrangolare addossati tra di loro, con quello settentrionale che si sviluppa su tre livelli e il meridionale su due. Esternamente, è addossato ai corpi di fabbrica di altri edifici sul lato settentrionale, su quello orientale e su gran parte di quello meridionale, ove nella parte libera vi sono i due portoni d'ingresso, quello principale collocato al pian terreno nella parte sinistra della facciata, sovrastato da un ampio arco a sesto acuto in stile neogotico, e quello secondario, più semplice, che si apre in posizione leggermente rialzata e preceduto da una breve rampa di scale: sopra al portone principale si apre una finestra ad arco tondo con piccolo balcone poggiante su una mensola a doppia arcata, mentre sopra al portone secondario, in posizione decentrata, si trovano uno stemma ed una monofora chiusa a sesto acuto.
La parte sommitale del complesso si caratterizza per la presenza di una merlatura continua lungo entrambi i corpi di fabbrica, che poggia su un coronamento ad archetti ciechi che richiamano uno stile architettonico arabeggiante, interrotta all'angolo sud-occidentale da una garitta con cupola apicale, che in passato costituiva l'avamposto delle sentinelle a controllo del porto sottostante. Lungo la facciata occidentale, completamente aperta, si aprono una serie di monofore e, al primo piano del corpo di fabbrica meridionale, una serie di tre bifore neogotiche spartite da una colonnina centrale e sovrastate da un più ampio arco a sesto acuto. Le facciate del complesso, che è stato recentemente restaurato, si presentano interamente rivestite in intonaco.
La parte nord-orientale del complesso si caratterizza per la presenza di un'ampia cupola a sezione circolare che contraddistingue l'intero complesso; originariamente, vi doveva essere costruito un osservatorio astronomico mai realizzato.
Nell'insieme, il complesso architettonico si caratterizza per lo stile eclettico, con elementi neogotici frammisti ad altri di gusto arabeggiante.